# Plutarque d'Athènes
Pour les articles homonymes, voir Plutarque (homonymie).
Ne pas confondre avec Plutarque de Chéronée, l'auteur des Vies parallèles.
 (mai 2024).
Plutarque d'Athènes (350-432) était un philosophe grec néoplatonicien qui fonda et dirigea l'École néoplatonicienne d'Athènes où il enseigna au début du Ve siècle.

## Biographie

### Famille
Il est un lointain descendant de son homonyme le philosophe et historien Plutarque (mort vers 125), auteur des Vies parallèles.
Il est le fils de Nestorios et petit-fils de Nestorios, hiérophante, et probablement arrière-petit-fils d'un autre Plutarque, prêtre d'Asclépios en 304. Il a un fils, décédé avant 433, et un petit-fils, Archiadias, notable Athénien dévot d'Asclépios, ainsi qu'une fille, Asclepigenie, théurge en 455.
Sa fille, Asclépigénie, transmit à Proclus les secrets de la théurgie.

### Carrière
Il eut pour maître NestoriusIl eut pour maître Nestorius[réf. nécessaire], hiérophante à Éleusis de 355 à 380. Par ailleurs, vers la fin du IVe siècle, deux philosophes d'Antioche, qui faisaient partie de l'école néo-platonicienne de Syrie, séjournaient et enseignaient à Athènes, à proximité de l'Académie de Platon (disparue en 86 av. J.-C.). Et c'est sans doute par eux qu'il fut initié au néo-platonisme. C'est ainsi que le néo-platonisme entra à l'Académie, et Plutarque d'Athènes fut, vers 400, le fondateur et le premier scholarque de cette école néoplatonicienne d'Athènes, qui se rattachait donc à l'Académie de Platon.
À partir de lui, nous connaissons la liste de  ses successeurs (les « diadoques ») jusqu'à la fermeture de l'Académie par Justinien en 529: il eut donc pour disciple Syrianos, qui lui succéda en 432 comme deuxième scolarque de l'école d'Athènes, auquel succéda en 437 Proclus (qui fut également un disciple de Plutarque). Proclus tenait Plutarque pour son « grand-père », et Syrianos pour son « père ». 
Plutarque fut aussi le maître de Hiéroclès d'Alexandrie, qui fonda sans doute l'école néoplatonicienne d'Alexandrie, ou en tout cas en fut le premier scolarque.  

## Philosophie
Plutarque d'Athènes écrivit des commentaires d'Aristote et de Platon. On lui doit un commentaire sur le Traité de l'âme d'Aristote, et un autre sur le Phédon de Platon, dont il ne reste que des fragments. Plutarque considère que la lecture du Phédon permet de cultiver les vertus purificatrices, qui sont les premières après les vertus politiques. Selon Proclus, il conciliait l'enseignement de Porphyre de Tyr et de Jamblique, pour lesquels les hypothèses du Parménide de Platon sont au nombre de neuf, avec l'enseignement de Théodore d'Asinè qui établissait une correspondance entre les hypothèses qui posent l'existence de l'Un et celles qui la nient.
Aux yeux de Plutarque, il était essentiel que l'étude d'Aristote devait précède celle de Platon, et que l'étudiant voit d'abord les convergences essentielles entre les deux auteurs. C'est dans ce but qu'il donna un commentaire du Traité sur l'âme. Ce fut là la plus importante contribution à la littérature aristotélicienne depuis l'époque d'Alexandre d'Aphrodise (mort vers 215). Par la suite Syrianus et Proclus marchèrent dans ses traces. 
D'autre part, Plutarque était versé dans toutes les traditions théurgiques de l'école. Selon lui, les rites théurgiques permettaient de communier avec la divinité, et il soutenait que l'âme ne périt pas avec le corps. D'autre part, il voyait dans la raison le fondement de toute conscience. Simple potentialité chez l'enfant, elle se retrouve chez l'adulte qui travaille sur les données de la sensation et de l'imagination. Enfin, elle est 'intelligence transcendante ou pure de Dieu.